# Anna Fischer (Sängerin)
Anna Fischer (* 6. Februar 1971 in Gladbeck) ist eine deutsche Opern-, Operetten-, Lied-, Konzert- und Oratoriensängerin (Alt/Mezzosopran).

## Leben
Nach dem Abitur studierte sie an der Neuen Münchner Schauspielschule. Sie arbeitete zunächst als Regieassistentin und Schauspielerin am Städtebundtheater Hof. Dem folgte eine Gesangsausbildung bei Dietrich Henschel und am Konservatorium Maastricht. Ihre Gesangsausbildung setzte sie an der Hochschule für Musik und Tanz Köln; Abt. Wuppertal, bei Barbara Schlick  und Danielle Grimma fort. Meisterkurse absolvierte sie bei Ingeborg Danz, Kai Wessel, Esther de Bros, Gerhard Darmstadt, Konrad Junghänel und Irwin Gage. 2001 war sie Stipendiatin der von August Everding gegründeten Münchner Singschul. Opernengagements führten die Künstlerin nach Arnheim, Potsdam, Wuppertal, Bonn, Meran, Köln und Frankfurt/Oder. 2005 wechselte Anna Fischer an das Staatstheater Cottbus. In der Spielzeit 2009/2010 war sie Ensemblemitglied am Stadttheater Regensburg. Seit September 2010 ist die Sängerin wieder freiberuflich tätig.
Zu ihrem Opern-/Operettenrepertoire gehören die großen Partien ihres Faches z. B.: Hänsel (Hänsel und Gretel), Lola (Cavalleria rusticana), Dardano (Amadigi), Baba (The Medium), Filipjewna (Eugen Onegin), Czipra (Der Zigeunerbaron) sowie Orlowsky (Die Fledermaus).
Neben ihrer Opernpräsenz hat sich Anna Fischer als Lied- und Konzertsängerin einen Namen gemacht. Sie gastierte u. a.: Philharmonie Berlin, Philharmonie Köln, Konzerthaus Berlin sowie Liederhalle Stuttgart. Seit 2000 arbeitet sie mit Theo Palm zusammen. Das Duo legt einen ihrer Schwerpunkte auf die Wieder- und Neuentdeckung vergessener oder unbekannter Komponisten wie beispielsweise Norbert Bergmüller, Max von Schillings oder Felix von Weingartner.